# Conradin Cramer
Pour les articles homonymes, voir Cramer.
Conradin Cramer, né le 17 février 1979 à Bâle (originaire du même lieu), est une personnalité politique suisse, membre du membre du Parti libéral-démocrate (PLD). 
Il est conseiller d'État du canton de Bâle-Ville depuis 2017, à la tête du département de l'éducation.

## Biographie

### Origines et famille
Conradin Cramer naît le 17 février 1979 à Bâle. Il est originaire du même lieu. 
Il est fils unique. Devenu orphelin de père, atteint d'un cancer, six semaines après sa naissance, il est élevé par sa mère. Celle-ci, née Meret Vischer, est la cousine du conseiller d'État bâlois Ueli Vischer (de). 
Il grandit à Riehen, dans le canton de Bâle-Ville.
Marié et père de deux enfants, il vit à Bâle.

### Études et parcours professionnel
Après sa maturité gymnasiale, il fait des études de droit aux universités de Bâle et de Fribourg-en-Brisgau de 1998 à 2003. Il obtient un doctorat en 2006 ou 2007, un brevet d'avocat en 2006 et un brevet de notaire en 2009. Il complète ultérieurement sa formation par un Master of Laws à l'université de Berkeley en 2010-2011. Pendant ses études, il est membre de la société d'étudiants Zofingue et travaille pendant un an comme secrétaire personnel du diplomate Dieter Éric Chenaux-Repond (de), qu'il considère comme son mentor. Ils sont à l'origine d'une proposition de nouvelle Constitution pour le canton de Bâle-Ville,.
Il exerce la profession d'avocat à partir de 2007 et celle de notaire à partir de 2009 au sein du cabinet Vischer (de)à Bâle et Zurich.
Il est chargé d'enseignement en droit privé, principalement en droit des sociétés et en droit des contrats, à l'Université de Bâle de 2013 à 2019. Il obtient son habilitation en 2017 et, dans la foulée, le titre de privat-docent,.

## Parcours politique
Conradin Cramer préside les Jeunes libéraux de Bâle de 1999 à 2005. Il est candidat malheureux en 1999 à l'Assemblée constituante sur la liste Junges Basel (Jeune Bâle), réunissant les jeunes radicaux et les jeunes libéraux du canton.
Il est membre de 2002 à 2007 du Conseil des habitants (législatif) de Riehen. Il siège au sein du Grand Conseil du canton de Bâle-Ville de 2005 à 2016 et préside l'hémicycle en 2013-2014. Il est candidat malheureux au Conseil national en 2015,.
Il est élu au premier tour le 23 octobre 2016 au Conseil d'État du canton de Bâle-Ville, en quatrième position derrière trois membres sortants et devant la Verte Elisabeth Ackermann. Lors de sa prise de fonctions le 8 février 2017, il est le plus jeune membre du collège gouvernemental. Succédant à Christoph Eymann, il dirige le département de l'éducation. Il est réélu le 25 octobre 2020 au premier tour, en troisième position, devant le socialiste et futur conseiller fédéral Beat Jans. Il préside le Conseil d'État à partir du 1er mai 2024,. Il est le premier élu de la droite à ce dernier poste, créé en 2009.

### Profil politique
Il est un brillant orateur.

## Publications
- (de) Der Bonus im Arbeitsvertrag, Berne, Stämpfli, 2017, 253 p. (ISBN 9783727206979)
- (de) In die Politik gehen : Tipps für den Nachwuchs, Bâle, NZZ Libro (de), 2021, 172 p. (ISBN 9783907291269)[18]